# Świeszyno (gemeente)
De gemeente Nazwa is een gemeente in powiat Nazwa. Aangrenzende gemeenten:
- Koszalin (stadsdistrict)
- Biesiekierz, Bobolice en Manowo (powiat Koszaliński)
- Białogard en Tychowo (powiat Białogardzki)

De zetel van de gemeente is in het dorp Świeszyno.
De gemeente beslaat 7,9% van de totale oppervlakte van de powiat.

## Demografie
Stand op 30 juni 2004:
| Omschrijving                   | Totaal | Totaal | Vrouwen | Vrouwen | Mannen | Mannen |
| ------------------------------ | ------ | ------ | ------- | ------- | ------ | ------ |
| eenheid                        | aantal | %      | aantal  | %       | aantal | %      |
| inwoners                       | 5588   | 100    | 2829    | 50,6    | 2759   | 49,4   |
| bevolkingsdichtheid (inw./km²) | 42,1   | 42,1   | 21,3    | 21,3    | 20,8   | 20,8   |

De gemeente heeft 8,8% van het aantal inwoners van de powiat. In 2002 bedroeg het gemiddelde inkomen per inwoner 1471,12 zł.

## Plaatsen
- Świeszyno (Duits Schwessin, dorp)

Administratieve plaatsen (sołectwo) van de gemeente Świeszyno:
- Dunowo (Thunow), Konikowo (Konikow), Kurozwęcz (Kursewanz), Mierzym (Mersin), Niedalino(Nedlin), Niekłonice (Neuklenz), Strzekęcino (Streckenthin) en Zegrze Pomorskie (Seeger).

Zonder de status sołectwo : Bagno, Bardzlino, Biała Kępa, Brzeźniki, Chałupy, Chłopska Kępa, Czacz, Czaple, Czersk Koszaliński, Giezkowo, Golica, Jarzyce, Kępa Świeszyńska, Kłokęcin, Krokowo, Olszak, Sieranie, Węgorki, Wiązogóra, Włoki, Zegrzyn.